# Nicolaus Söderlingh
Nicolaus Danielis Söderlingh (Hall), begravd 31 augusti 1688 i Väderstads socken, var en svensk präst i Väderstads församling.

## Biografi
Söderlingh föddes i Söderköping. Han blev 1663 student vid Uppsala universitet. Söderlingh tog filosofie magister 1676 och prästvigdes 18 november 1679. Han blev 1680 kyrkoherde i Väderstads församling. Söderlingh begravdes 31 augusti 1688 i Väderstads socken.

### Familj
Söderlingh gifte sig 6 januari 1680 med Elisabet Andersdotter (1643-1731). Hon var dotter till kyrkoherden Andreas Petri Normolander i Högby socken. Hon hade tidigare varit gift med kyrkoherden Joannes Petri Vadstenensis i Väderstads socken.